# Benetzung

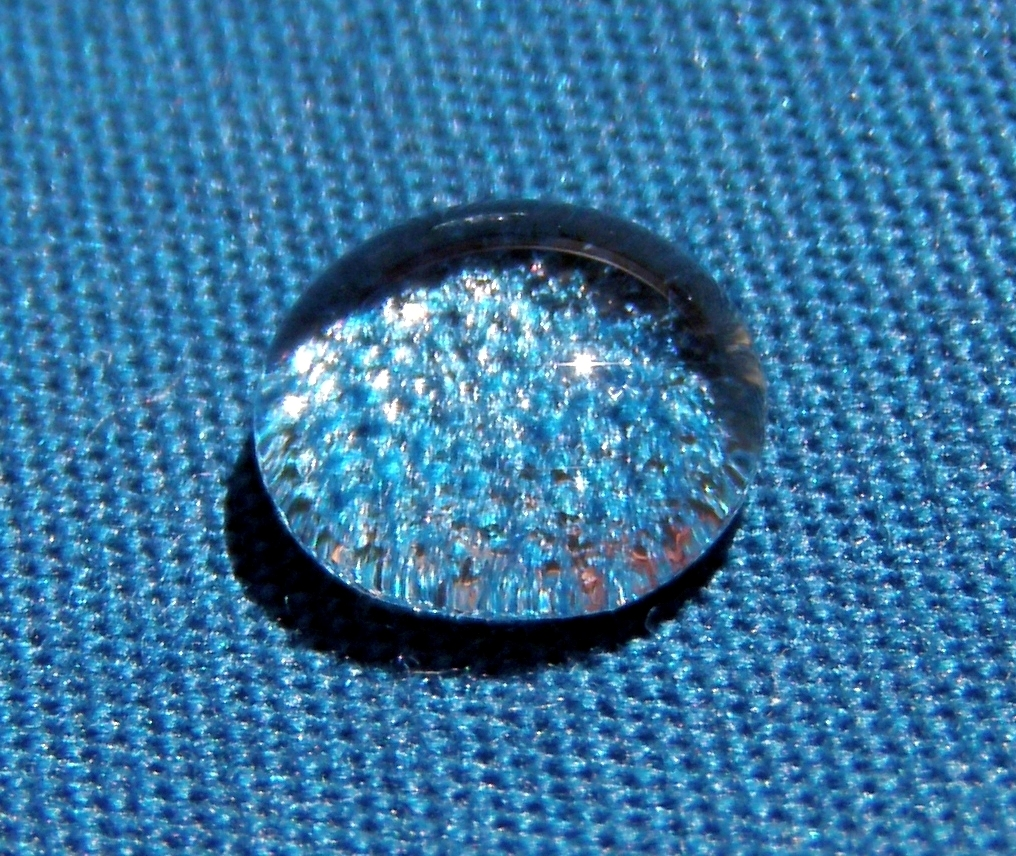
Wassertropfen auf einem wasserabweisenden Gewebe als Beispiel für Nichtbenetzung.

Als Benetzung (zu „benetzen“ von „netzen“ im Sinne von „nass machen, befeuchten“; englisch: wetting) bezeichnet man die Ausbildung einer Grenzfläche zwischen einer Flüssigkeit und einem Festkörper. Benetzbarkeit ist die zugehörige Eigenschaft der Festkörperoberfläche. Im Verlauf von Benetzungsprozessen vergrößert sich die Kontaktfläche zwischen benetzender Flüssigkeit und benetzter Festkörperoberfläche, bis ein statischer Zustand erreicht wird, der durch die Existenz einer konstanten Kontaktfläche charakterisiert ist. Das Ausmaß der Benetzung ist abhängig von der Art der Flüssigkeit sowie der Beschaffenheit der Festkörperoberfläche, so etwa deren chemischer Zusammensetzung und Rauheit. Benetzungsphänomene sind für das Beschichten, Bemalen und Bedrucken von Oberflächen, die Verteilung von Herbiziden und Insektiziden auf landwirtschaftlichen Nutzflächen, Filtration sowie Dispergieren relevant. Viele funktionale Eigenschaften von Festkörperoberflächen hängen maßgeblich von deren Benetzbarkeit ab. Beispiele für derartige funktionale Eigenschaften sind die Fähigkeit zur Selbstreinigung, die Verhinderung von Fouling, Eisbildung und Beschlagen mit Feuchtigkeit sowie die Verwendbarkeit für die Reinigung von Wasser, für die Trennung von Wasser-Öl-Gemischen und für Wassergewinnung durch Kondensation von Luftfeuchtigkeit. Die Einstellung der Benetzbarkeit von Festkörperoberflächen ist auch für diverse biomedizinische Anwendungen relevant. Benetzung ist weiterhin die Grundlage für den Kapillareffekt.
Den der Benetzung entgegengesetzten Prozess, in dessen Verlauf sich die Kontaktfläche zwischen benetzender Flüssigkeit und benetzter Festkörperoberfläche verkleinert, bezeichnet man als Entnetzung (englisch: dewetting).

## Quantifizierung von Benetzbarkeit

Kontaktwinkel eines Flüssigkeitstropfens auf einer festen Oberfläche; ist die Grenzflächenenergie zwischen Festkörper und Flüssigkeit, die Oberflächenenergie der Flüssigkeit und die Oberflächenenergie des Festkörpers.

### Kontaktwinkel
Der Kontaktwinkel ist derjenige Winkel zwischen der Festkörperoberfläche und der Oberfläche der benetzenden Flüssigkeit direkt an der Festkörperoberfläche, der den mit der benetzenden Flüssigkeit befüllten Bereich einschließt. Das Ausmaß von Benetzung wird häufig durch den makroskopischen Kontaktwinkel {\displaystyle \theta _{C}} quantifiziert. Dieser ist experimentell leicht bestimmbar, etwa an aufliegenden Tropfen (sessile drop–Methode). Je kleiner der Kontaktwinkel ist, desto größer ist die Benetzbarkeit der mit der benetzenden Flüssigkeit in Kontakt stehenden Festkörperoberfläche. Für sich im Gleichgewicht befindliche statische Flüssigkeitstropfen auf planaren, isotropen, nicht reaktiven und nicht deformierbaren idealen Oberflächen stellt die Youngsche Gleichung einen Zusammenhang zwischen dem Youngschen Kontaktwinkel {\displaystyle \theta _{Y}}, der Grenzflächenspannung der Festkörperoberfläche {\displaystyle \gamma _{SG}}, der Oberflächenspannung der Flüssigkeit {\displaystyle \gamma _{LG}} und der Grenzflächenspannung zwischen Festkörper und Flüssigkeit {\displaystyle \gamma _{SL}}her:
{\displaystyle \cos \theta _{Y}={\frac {\gamma _{SG}-\gamma _{SL}}{\gamma _{LG}}}}

### Spreitparameter
Der Spreitparameter {\displaystyle S} beschreibt die Differenz zwischen der Grenzflächenspannung des Festkörpers {\displaystyle \gamma _{SG}}, der Oberflächenspannung der Flüssigkeit {\displaystyle \gamma _{LG}} sowie der Grenzflächenspannung zwischen Festkörper und Flüssigkeit {\displaystyle \gamma _{SL}} und dient zur Unterscheidung zwischen vollständiger und partieller Benetzung:
{\displaystyle S=\gamma _{SG}-\gamma _{LG}-\gamma _{SL}}
Im Fall {\displaystyle S>0} benetzt die Flüssigkeit das Substrat vollständig. Der Fall {\displaystyle S<0} charakterisiert die partielle Benetzung.

## Klassifizierung von Benetzungphänomenen

Verschiedene Benetzungsfälle. A: Nichtbenetzung; B, C: partielle Benetzung; S: vollständige Benetzung oder Spreitung.

### Klassifizierung nach Kontaktwinkeln
Das Ausmaß von Benetzung wird häufig durch den Kontaktwinkel quantifiziert. Es werden folgende Fälle unterschieden:
- Von Nichtbenetzung spricht man, wenn der Kontaktwinkel größer als 90° ist. Die Flüssigkeit auf der Festkörperoberfläche zieht sich zu einem fast kugelförmigen Tropfen zusammen.
- Von partieller Benetzung spricht man, wenn der Kontaktwinkel größer 0° und kleiner 90° ist. Die Flüssigkeit auf der Oberfläche bildet eine runde Haube.
- Von pseudo-partieller Benetzung spricht man, wenn ein Tropfen auf einer Oberfläche mit einem anscheinenden Kontaktwinkel größer null im Gleichgewicht tatsächlich von einem dünnen, die Oberfläche benetzenden Film des den Tropfen bildenden Materials umgeben ist.[27]
- Von Spreitung oder vollständiger Benetzung spricht man, wenn sich die Flüssigkeit auf der Festkörperoberfläche in Form eines flachen Films ausbreitet. Dieses Szenario entspricht einem makroskopischen Kontaktwinkel von 0°. Sofern eine kleine endliche Menge einer Flüssigkeit auf einer sehr großen Festkörperoberfläche spreitet, bilden sich im Gleichgewicht in der Regel sogenannte Pancake-Strukturen. Ist die spreitende Flüssigkeit nichtvolatil, weist diese also einen vernachlässigbaren Dampfdruck auf, bildet diese im Gleichgewicht einen geschlossenen Film endlicher Größe, der einen Teil der Festkörperoberfläche bedeckt und die Gesamtmenge der spreitenden Flüssigkeit enthält (es gibt also kein Oberflächengas der spreitenden Spezies außerhalb des Films). Die Dicke des Films kann beispielsweise aufgrund langreichweitiger van der Waals-Wechselwirkungen eine molekulare Monolage übersteigen.[2][3][28]

### Klassifizierung anhand der Benetzbarkeit von Festkörperoberflächen
Als hydrophil bezeichnet man Festkörperoberflächen, wenn diese mit Wasser benetzbar sind, und als hydrophob, wenn diese nicht mit Wasser benetzbar sind. Entsprechend bezeichnet man mit unpolaren Flüssigkeiten wie Öl benetzbare Festkörperoberflächen als oleophil, und mit unpolaren Flüssigkeiten wie Öl nicht benetzbare Festkörperoberflächen als oleophob. Festkörperoberflächen, auf denen Wasser spreitet, werden als superhydrophil bezeichnet, und Festkörperoberflächen, auf denen Öl spreitet, als superoleophil. Festkörperoberflächen werden als superhydrophob bezeichnet, wenn der Kontaktwinkel von Wasser größer als 150° ist. Entsprechend sind Festkörperoberflächen superoleophob, wenn der Kontaktwinkel von Öl 150° überschreitet. Festkörperoberflächen, die sowohl superhydrophile als auch superoleophile Eigenschaften aufweisen, bezeichnet man als superamphiphil. Festkörperoberflächen, die sowohl superhydrophobe als auch superoleophobe Eigenschaften aufweisen, bezeichnet man als superamphiphob. Festkörperoberflächen mit nichtbenetzenden Eigenschaften gegenüber sämtlichen Flüssigkeiten werden als superomniphob bezeichnet.

### Klassifizierung nach der Oberflächenenergie der Festkörperoberfläche
Festkörperoberflächen können nach William Zisman entsprechend ihrer Oberflächenenergie in zwei Hauptkategorien eingeteilt werden: Hochenergie-Oberflächen und Niedrigenergie-Oberflächen. Harte Festkörper aus Metall, anorganischen Gläsern oder Keramik, deren Atome durch dreidimensionale Netzwerke starker kovalenter, ionischer oder metallischer chemischer Bindungen zusammengehalten werden, weisen typischerweise Oberflächen mit hoher Oberflächenenergie auf. In der Regel spreiten molekulare Flüssigkeiten auf Hochenergie-Oberflächen. Eine zweite Klasse von Festkörpern besteht aus Molekülkristallen, die durch schwach miteinander verbundene Einzelmoleküle gebildet werden, oder aus amorphem Kunststoff. Da diese Festkörper aus relative lose miteinander verbundenen Bausteinen bestehen, weisen diese Oberflächen mit niedrigerer Oberflächenenergie auf. Abhängig von der Natur der benetzenden Flüssigkeit kann es auf Niedrigenergie-Oberflächen zu vollständiger oder partieller Benetzung sowie zu Nichtbenetzung kommen. Hochenergie-Oberflächen können durch chemische Oberflächenmodifikation in Niedrigenergie-Oberflächen umgewandelt werden.

### Klassifizierung nach Reaktivität bei Kontaktbildung
Benetzungsprozesse können reaktiv oder nichtreaktiv verlaufen. Bei nichtreaktivem Verlauf findet keine chemische Reaktion zwischen benetzender Flüssigkeit und benetzter Festkörperoberfläche statt; zwischen beiden Phasen bestehen in der Regel van der Waals-Wechselwirkungen oder elektrostatische Wechselwirkungen. Bei reaktiver Benetzung wird die Veränderung der Größe der Kontaktfläche zwischen benetzender Flüssigkeit und Festkörperoberfläche durch eine chemische Reaktion an der Grenzfläche begleitet. Reaktive Benetzung kann beispielsweise auftreten, wenn die benetzende Flüssigkeit ein geschmolzenes Metall ist.

## Physikalische Grundlagen
Benetzung umfasst die Vergrößerung der Kontaktfläche zwischen einer Festkörperoberfläche und einer Flüssigkeit in Gegenwart einer Gasphase oder in Gegenwart einer zweiten Flüssigkeit. Hierbei spielen sowohl die Kohäsion der benetzenden Flüssigkeit als auch die Adhäsion zwischen benetzender Flüssigkeit und benetzter Festkörperoberfläche eine Rolle. Die Kohäsion der benetzenden Flüssigkeit geht in die Oberflächenenergie {\displaystyle \gamma _{LG}} der benetzenden Flüssigkeit ein. Die Adhäsion zwischen benetzender Flüssigkeit und benetzter Festkörperoberfläche hängt von den Polarisierbarkeiten der beteiligten Stoffe und von deren Hamaker-Konstanten ab.

## Kinetik der Benetzung

### Makroskopische Benetzungskinetik
Wird ein Flüssigkeitstropfen auf eine horizontale, glatte Substratoberfläche aufgebracht, befindet sich dieser zunächst nicht im Gleichgewicht, sondern vergrößert die Kontaktfläche, bis er einen endlichen Kontaktwinkel (partielle Benetzung) oder einen Kontaktwinkel von 0° erreicht. Physikalisch lässt sich die Benetzungskinetik eines kleinen, vollständig benetzenden Tropfen durch das Gesetz nach Tanner beschreiben. Dieses stellt, bei Vernachlässigung der Gewichtskraft, eine Proportionalität zwischen dem transienten Kontaktwinkel {\displaystyle \theta } und der Kapillarzahl {\displaystyle C_{a}} dar:
{\displaystyle \theta ^{3}\propto Ca}
In der industriellen Praxis ist für den Anwender häufig der Tropfenradius {\displaystyle r} nach einer bestimmten Zeit {\displaystyle t} von Interesse. Bei gleichzeitiger Berücksichtigung der Kapillarkraft, der Gewichtskraft und einer viskosen Kraft ergibt sich der folgende Zusammenhang für die vollständige Benetzung:
{\displaystyle r(t)=\left[\left(\gamma _{LG}{\frac {96\lambda V^{4}}{\pi ^{2}\eta }}\left(t+t_{0}\right)\right)^{\tfrac {1}{2}}+\left({\frac {\lambda (t+t_{0})}{\eta }}\right)^{\tfrac {2}{3}}{\frac {24\rho gV^{\frac {8}{3}}}{7\cdot 96^{\frac {1}{3}}\pi ^{\frac {4}{3}}\gamma _{LG}^{1/3}}}\right]^{\frac {1}{6}}}
und für die partielle Benetzung
{\displaystyle r(t)=r_{e}\left[1-\exp \left(-\left({\frac {2\sigma _{L}}{r_{e}^{12}}}+{\frac {\rho g}{9r_{e}^{10}}}\right){\frac {24\lambda V^{4}(t+t_{0})}{\pi ^{2}\eta }}\right)\right]^{\frac {1}{6}}}
mit
{\displaystyle \gamma _{LG}}= Oberflächenspannung der Flüssigkeit
V = Tropfenvolumen
{\displaystyle \eta } = Viskosität der Flüssigkeit
{\displaystyle \rho } = Dichte der Flüssigkeit
g = Schwerebeschleunigung
{\displaystyle K} = Experimentell ermittelte Proportionalitätskonstante ({\displaystyle K=37{,}1\,\mathrm {m} ^{-1}})
{\displaystyle t_{0}} = Experimentelle Verzögerungszeit
{\displaystyle r_{e}} = Tropfenradius im Gleichgewicht

### Präkursor-Filme
Wenn makroskopische Flüssigkeitstropfen Festkörper benetzen, treten häufig transiente dünne Präkursor-Filme (englisch: precursor films) auf. Diese bedecken größere Flächen um den makroskopischen Tropfen der benetzenden Flüssigkeit herum, haben aber deutlich geringere Dicken als dieser. Präkursorfilme spreiten auf der Festkörperoberfläche ausgehend von der Dreiphasenkontaktline Festkörper-Flüssigkeit-Gasphase, welche die Kontur des makroskopischen Tropfens definiert, mit größerer Geschwindigkeit als der makroskopische Tropfen selber. Präkursor-Filme wurden unter anderem bei spreitenden Polymeren beobachtet.

## Benetzungsübergänge
Thermodynamische Systeme, die zwei oder mehrere koexistierende Phasen ausbilden können, können in Kontakt mit Festkörperoberflächen Benetzungsübergänge (englisch: wetting transitions) oder sogenannte prewetting transitions durchlaufen. Im Falle von Reinstoffen können sich die koexistierenden Phasen in ihrem Aggregatzustand unterscheiden, wobei beispielsweise zeitgleich (unterhalb des kritischen Punkts) eine kondensierte fluide Phase und eine Gasphase vorliegen können. In Mischungen unterscheiden sich die koexistierenden Phasen in der Regel in ihrer stofflichen Zusammensetzung.
John W. Cahn sagte 1977 in einer grundlegenden Arbeit voraus, dass in der Nähe des kritischen Punktes innerhalb eines Zweiphasengebietes Kritischer-Punkt-Benetzung (englisch: critical point wetting) auftritt. Dabei benetzt eine der beiden koexistierenden kritischen Phasen die Festkörperoberfläche vollständig. Bei einer Benetzungstemperatur unterhalb der kritischen Temperatur verschwindet diese vollständige Benetzung innerhalb des Zweiphasengebietes durch einen Phasenübergang erster Ordnung. Moldover und Cahn wiesen Kritischer-Punkt-Benetzung experimentell nach und diskutierten eine gezielte Manipulation des Benetzungsverhaltens von Zweiphasensystemen in der Nähe des kritischen Punktes.
Ebner und Saam sagten für Argon einen Benetzungsübergang zwischen kontinuierlichen und nichtkontinuierlichen Adsorptionsschichten auf Festkörperoberflächen abhängig vom Druck voraus. Seitdem wurden zahlreiche Benetzungsprozesse, in deren Verlauf Adsorption eine Rolle spielt, theoretisch und experimentell untersucht.
Im Einphasengebiet, in dem ein zur Ausbildung koexistierender Phasen fähiges System im Volumen homogen vorliegt (bei Mischungen als Mischphase), kann sich eine Komponente des Systems an der Festkörperoberfläche anreichern oder eine kontinuierliche Benetzungsschicht ausbilden. Der Übergang zwischen diesen beiden Szenarien wird als prewetting transition bezeichnet.
Sofern bei einer spinodalen Entmischung einer Mischung in Kontakt mit einer Festkörperoberfläche eine der entstehenden koexistierenden Phasen die Festkörperoberfläche bevorzugt benetzt, ordnen sich die koexistierenden Phasen in Schichten parallel zur Festkörperoberfläche an, während erst nach mehreren Schichtabfolgen ein Übergang zur isotropen Volumenmorphologie erfolgt.
Speiseöl in einer gereinigten Teflon-Bratpfanne weist bei Raumtemperatur eine partielle Benetzung auf. Bei Erhitzen des Öls geht die partielle in eine vollständige Benetzung über.

## Benetzung auf strukturierten Oberflächen

### Wenzel-Modell

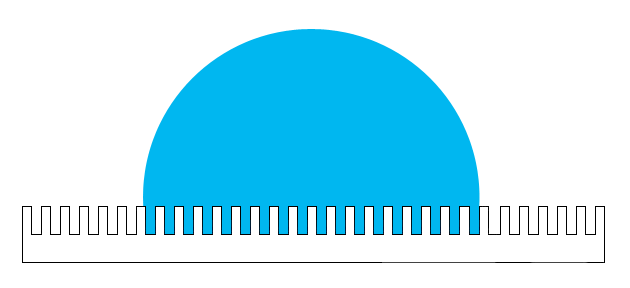
Benetzung einer topographisch strukturierten Oberfläche nach dem Wenzel-Modell.

Das Wenzel-Model beschreibt ein Szenario, in dem die benetzende Flüssigkeit auf einem rauen oder topographisch strukturierten Festkörper mit allen mikroskopischen Bereichen der Festkörperoberfläche innerhalb des makroskopisch benetzten Bereichs vollständigen Kontakt bildet. Der Cosinus {\displaystyle \cos \left(\theta _{C}\right)} des aus dem Gesetz von Young resultierenden Gleichgewichtskontaktwinkels {\displaystyle \theta _{C}} wird mit dem Rauigkeitsverhältnis {\displaystyle r} multipliziert. Somit berechnet sich der anscheinende Kontaktwinkel (englisch: apparent contact angle) {\displaystyle \theta _{W}}, der den Winkel zwischen der Flüssigkeit und der makroskopischen Oberfläche wiedergibt, mit der Wenzel-Gleichung:
{\displaystyle \cos \left(\theta _{W}\right)=r\cdot \cos \,\left(\theta _{C}\right)}
Das Rauigkeitsverhältnis {\displaystyle r} ist ein Maß für die Oberflächenrauigkeit und wird als Verhältnis der realen rauen Kontaktfläche zu einer gedachten planaren Kontaktfläche, die durch die äußere Kontaktlinie der benetzenden Flüssigkeit auf der Festkörperoberfläche begrenzt wird, interpretiert. Das Rauigkeitsverhältnis ist damit größer oder gleich eins. Aus der Wenzel-Gleichung ergibt sich, dass sich durch Aufrauen der Oberfläche der anscheinende Kontaktwinkel verkleinert, wenn {\displaystyle \theta _{C}} kleiner als 90° ist und vergrößert, wenn {\displaystyle \theta _{C}} über 90° ist.

### Cassie-Baxter-Modell

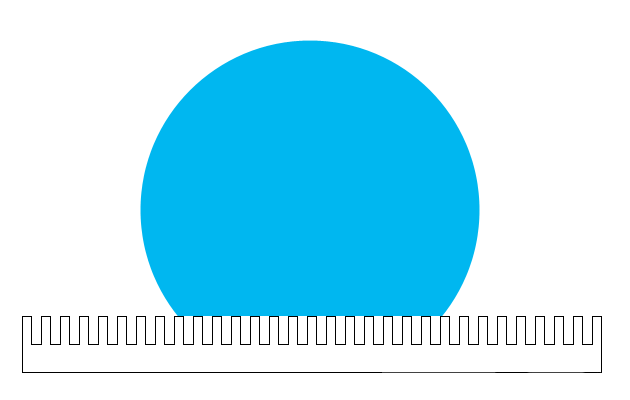
Benetzung einer topographisch strukturierten Oberfläche nach dem Cassie-Baxter-Modell.

Für viele raue Oberflächen liefert das Wenzel-Modell keine suffiziente Beschreibung des Benetzungsverhaltens. Das komplexere Cassie-Baxter-Modell ist für Szenarien anwendbar, in denen innerhalb des makroskopisch benetzten Bereichs einzelne mikroskopische Bereiche der Festkörperoberfläche nicht in Kontakt mit der benetzenden Flüssigkeit stehen. Mit Hilfe der Cassie-Baxter-Gleichung lässt sich der Kosinus {\displaystyle \cos \left(\theta _{CB}\right)} des effektiven Gleichgewichtskontaktwinkels {\displaystyle \theta _{CB}} rauer Oberflächen wie folgt abschätzen:
{\displaystyle \cos \left(\theta _{CB}\right)=r_{f}\cdot f\cdot \cos \left(\theta _{C}\right)+f-1}
Hierbei ist {\displaystyle r_{f}} das Rauigkeitsverhältnis der benetzten Festkörperoberfläche ohne Berücksichtigung nicht benetzter mikroskopischer Oberflächenanteile im makroskopisch benetzten Bereich, {\displaystyle f} der Anteil der mit Flüssigkeit in Kontakt stehenden Festkörperoberfläche innerhalb des makroskopisch benetzten Bereichs und {\displaystyle \theta _{C}} der Young-Kontaktwinkel der benetzenden Flüssigkeit auf einer planaren homogenen Festkörperoberfläche ohne Rauigkeit. Wenn {\displaystyle r_{f}} gleich {\displaystyle r} und {\displaystyle f} gleich eins wird, geht das Cassie-Baxter-Modell in das Wenzel-Modell über.

### Cassie-Modell
Das Cassie-Modell lässt sich auf chemisch heterogene Oberflächen anwenden, die aus {\displaystyle N} chemisch verschiedenen Bereichen {\displaystyle i} bestehen, welche sich in ihrem Bernetzungsverhalten unterscheiden. Mit dem Flächenanteil {\displaystyle f_{i}} an der gesamten benetzten Oberfläche ist der effektive Konstaktwinkel {\displaystyle \theta _{Ca}} einer benetzenden Flüssigkeit gleich dem arithmetischen Mittel der mit {\displaystyle f_{i}} gewichteten Kontaktwinkel der benetzenden Flüssigkeit in den einzelnen Bereichen {\displaystyle i}:
{\displaystyle \cos \theta _{Ca}=\sum _{i=1}^{N}f_{i}\cos \theta _{i}} mit  {\displaystyle \sum _{i=1}^{N}f_{i}=1}
Der Oberflächenbereich {\displaystyle i} besitze die Oberflächenenergie {\displaystyle \gamma _{SG,i}} sowie die Grenzflächenenergie {\displaystyle \gamma _{SL,i}} zur benetzenden Flüssigkeit. Durch Vergleich mit dem Youngschen Gesetz lässt sich {\displaystyle \theta _{Ca}} mittels der Grenz- und Oberflächenenergien ausdrücken:
{\displaystyle \gamma _{LG}\cos \left(\theta _{Ca}\right)=\sum _{i=1}^{N}f_{i}\left(\gamma _{SG,i}-\gamma _{SL,i}\right)}

### Kritik an traditionellen Modellen der Benetzung heterogener Oberflächen
In der neueren Literatur wird der Einfluss der Grenz- und Oberflächenenergien der beteiligten fluiden Phasen (der benetzenden Flüssigkeit und einer weiteren fluiden Phase wie einem umgebenden Gas) sowie der benetzten heterogenen Festkörperoberfläche auf Benetzungprozesse kontrovers diskutiert. So vertraten etwa McCarthy und Koautoren die Auffassung, dass Kontaktwinkel in erster Linie von den Eigenschaften der Dreiphasen-Kontaktlinie zwischen den beteiligten fluiden Phasen und der Festkörperoberfläche abhängen. Dies würde bedingen, dass das Wenzel-, das Cassie-Baxter- sowie das Cassie-Modell keine adäquate Beschreibung des Benetzungsverhaltens auf strukturierten und heterogenen Oberflächen darstellen. Marmur und Bittoun vertraten die Auffassung, dass die klassischen Benetzungsmodelle nach Cassie und Wenzel gültig sind, wenn die betrachteten Flüssigkeitstropfen ausreichend größer als die Oberflächenstrukturen und -heterogenitäten sind.

## Einstellbarkeit von Benetzbarkeit
- Benetzungseigenschaften wie spontane Filmbildung, Superhydrophobie oder Superoleophobie lassen sich durch Maßschneidern der Rauigkeit der benetzten Festkörperoberfläche einstellen.[66]
- Blätter von Pflanzen in Kontakt mit Wassertropfen zeigen – je nach Blattart – verschiedene Benetzbarkeiten. Die Lotosblume zum Beispiel weist nur eine sehr geringe Benetzung auf, was dem Lotoseffekt[67] geschuldet ist.
- Das Gegenteil vom Lotoseffekt ist der Petal-Effekt.[68] Beispielsweise besitzen Rosenblätter Mikro- und Nanostrukturen, die größer als die des Lotosblattes sind. Das Wasser dringt in die Mikro- aber nicht in die Nanostrukturen. Dadurch bildet sich ein rundlicher Wassertropfen, der unter Neigung nicht abperlt (Cassie-Imprägnierung).
- Das Wachsen eines Autos oder eines Skis bewirkt eine Verringerung der Benetzung. Dadurch wird der Kontakt mit Wasser und vor allem den darin gelösten Schmutzstoffen stark reduziert. Der Ski gleitet besser, das Auto bleibt länger sauber – bei beiden ist das Material so besser geschützt.
- Die Benetzbarkeit von Festkörperoberflächen kann mit Hilfe von Plasmatechnologie erhöht werden.[69]
- Durch Zusatz von Tensiden wird die Fähigkeit von Wasser, Festkörperoberflächen zu benetzen, erheblich verbessert.